# 河王坝水库
河王坝水库是中国江苏省南京市六合区境内的一座水库，位于蔡桥河上，建于1974年。水库正常库容为1136万立方米，集雨面积为35平方千米，海拔为34米。